# پاوو هاویککو
پاوو هاویککو (انگلیسی: Paavo Haavikko; ۲۵ ژانویهٔ ۱۹۳۱ – ۶ اکتبر ۲۰۰۸) شاعر، نویسنده، نمایشنامه‌نویس، و ناشر اهل فنلاند بود.
وی همچنین برندهٔ جوایزی همچون جایزه بین‌المللی ادبیات نوئستات و جایزه اینو لینو شده‌است.